# Lilium carniolicum

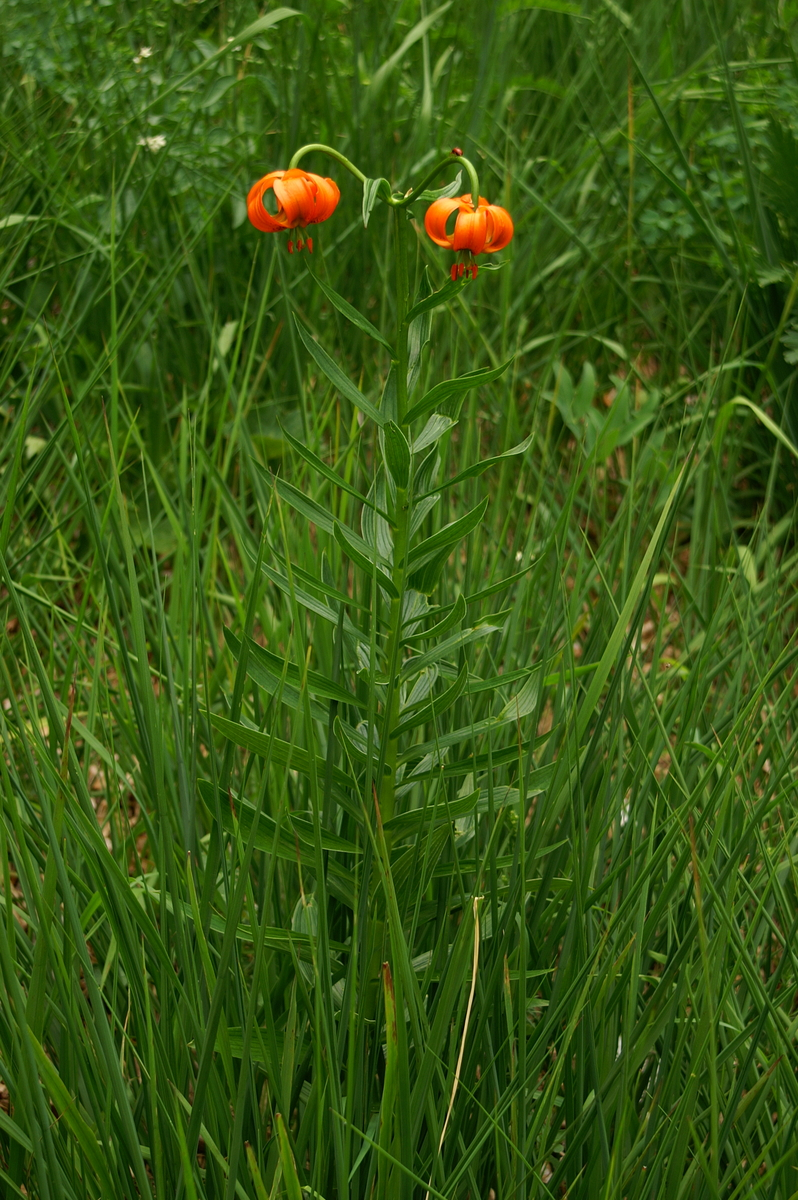
Lilium carniolicum.

Lilium carniolicum é uma espécie de lírio. A planta com a altura de 40–90 cm, é nativa da Europa ocorrendo da península dos Bálcãs até a Grécia.